# Pteris bahamensis
Pteris bahamensis là một loài thực vật có mạch trong họ Pteridaceae. Loài này được (J. Agardh) Fée miêu tả khoa học đầu tiên năm 1852.